# دینکو تربوتیچ
دینکو تربوتیچ (انگلیسی: Dinko Trebotić؛ زادهٔ ۳۰ ژوئیهٔ ۱۹۹۰) بازیکن فوتبال اهل کرواسی است.
از باشگاه‌هایی که در آن بازی کرده‌است می‌توان به باشگاه فوتبال زاگرب، باشگاه فوتبال فردریکستاد، باشگاه فوتبال هایدوک اسپلیت، باشگاه فوتبال مول فهروار، باشگاه فوتبال اسلاون بلوپو، باشگاه فوتبال رودش، باشگاه فوتبال دینامو مینسک، باشگاه فوتبال لوکوموتیو زاگرب، و باشگاه فوتبال بنی یهودا تل آویو اشاره کرد.
وی همچنین در تیم ملی فوتبال زیر ۲۱ سال کرواسی بازی کرده‌است.